# Aloe perrieri
Aloe perrieri ist eine Pflanzenart der Gattung der Aloen in der Unterfamilie der Affodillgewächse (Asphodeloideae). Das Artepitheton perrieri ehrt den französischen Botaniker Henri Perrier de La Bâthie (1873–1958).

## Beschreibung

### Vegetative Merkmale
Aloe perrieri wächst stammlos, sprosst und bildet dichte Gruppen. Die Wurzeln sind spindelförmig. Die etwa zehn  linealisch verschmälerten Laubblätter bilden Rosetten. Die grüne Blattspreite ist bis zu 30 Zentimeter lang und 1,5 bis 2 Zentimeter breit. Auf ihr befinden sich zahlreiche helle Flecken. Die Blattoberfläche ist rau. Die festen, weißen Zähne am Blattrand sind etwa 1 Millimeter lang und stehen 1 bis 2 Millimeter voneinander entfernt.

### Blütenstände und Blüten
Der einfache Blütenstand erreicht eine Länge von 40 bis 50 Zentimeter. Die lockeren, zylindrischen spitz zulaufenden Trauben sind 15 bis 20 Zentimeter lang und bestehen aus 20 bis 30 Blüten. Die eiförmig-spitzen Brakteen weisen eine Länge von 3 bis 4 Millimeter auf und sind 3 Millimeter breit. Die glockenförmigen, tiefrosafarbenen Blüten sind an der Mündung fast weiß. Sie stehen an 15 Millimeter langen Blütenstielen. Die Blüten sind 16 Millimeter lang und an ihrer Basis verschmälert. Oberhalb des Fruchtknotens sind die Blüten zur weit offenen Mündung leicht erweitert. Ihre Perigonblätter sind auf einer Länge von 8 Millimeter nicht miteinander verwachsen. Die Staubblätter und der Griffel ragen nicht aus der Blüte heraus.

## Systematik und Verbreitung
Aloe perrieri ist auf Madagaskar auf Inselbergen aus Granit in dichtem Gras oder in Klumpen aus Euphorbia-Arten in Höhen von 800 bis 1100 Metern verbreitet. 
Die Erstbeschreibung durch Gilbert Westacott Reynolds wurde 1956 veröffentlicht. Als Synonym wurde Aloe parvula H.Perrier (1926, nom. illeg. ICBN-Artikel 53.1) in die Art einbezogen.

## Nachweise